# SEAL (Computer)
SEAL ist eine grafische Benutzeroberfläche für das Betriebssystem MS-DOS, FreeDOS, PC-DOS oder DR-DOS.
Sie steht unter der GNU General Public License.
SEAL wurde ursprünglich für FreeDOS entwickelt, um ein freies Pendant zu den grafischen Oberflächen für DOS wie PC/GEOS, Windows 3.x und GEM anbieten zu können.
Seit 2002 wurde keine weitere Version mehr veröffentlicht.